# Erik Kugelberg
Erik Gustaf Kugelberg, född 9 mars 1891 i Malexanders församling, Östergötlands län, död 15 oktober 1975 i Linköpings domkyrkoförsamling, var en svensk friidrottare (mångkamp). Han tävlade för klubben IFK Norrköping och vann SM i tiokamp år 1911. 
Vid OS i Stockholm kom han på sjunde plats i tiokamp och blev utslagen i femkamp efter tre grenar.